# Armata 32-funtowa

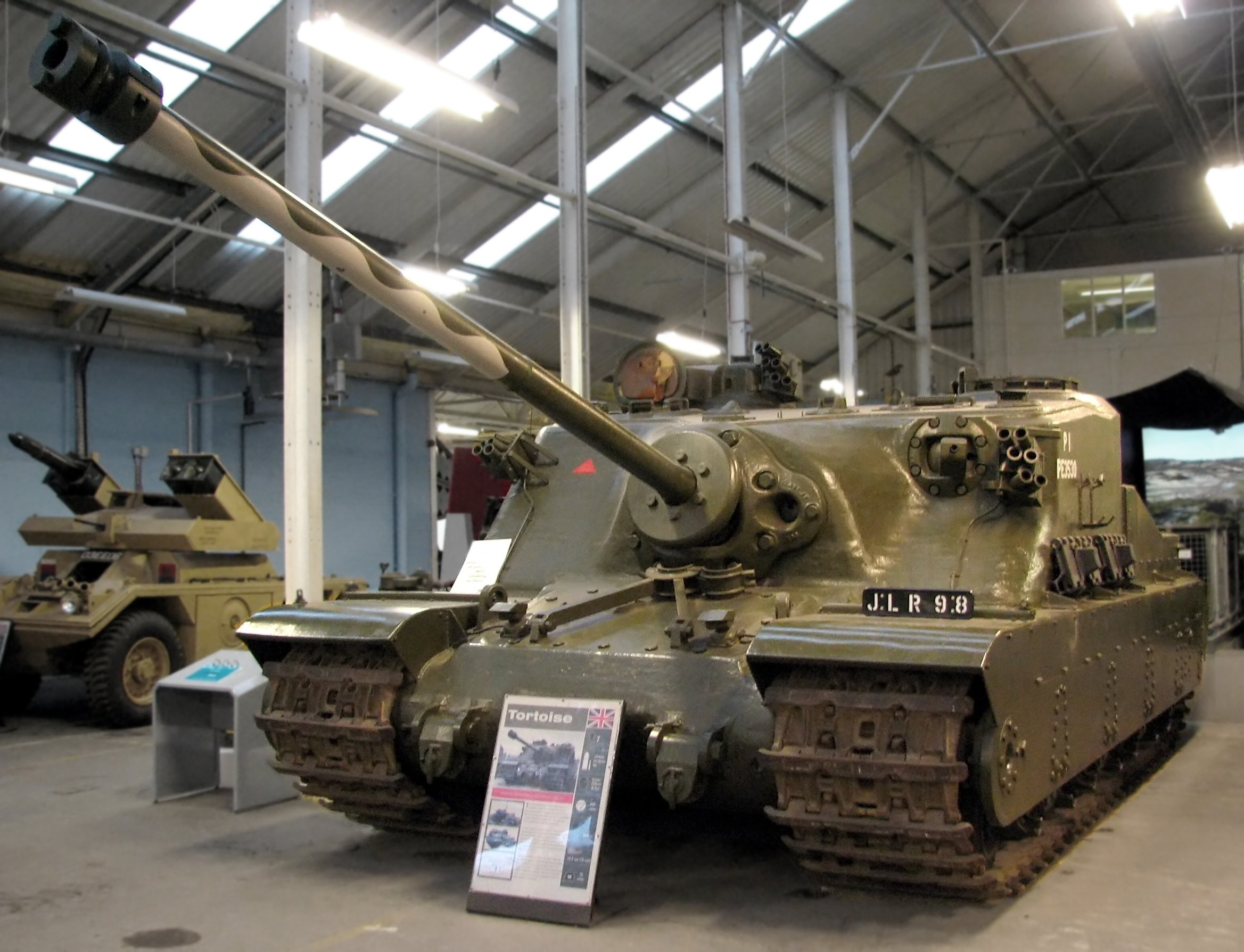
Czołg Tortoise z armatą 32-funtową

Armata 32-funtowa (Royal Ordnance, QF 32 pounder) – brytyjska, prototypowa armata przeciwpancerna z okresu II wojny światowej.
Tuż po wejściu do służby armaty 17-funtowej, dowództwo British Army zażądało rozpoczęcia prac nad nową armatą z przebijalnością pancerza większą o przynajmniej 25%. Pierwsza propozycja ekspertów polegała na adaptacji istniejącej armaty przeciwlotniczej 4,5-calowej (114 mm) do roli przeciwpancernej. Armata miała mieć kaliber 4,25 cala (108 mm), długość lufy wynosząca 50 kalibrów i miała strzelać pociskami o masie ok. 55 funtów (25 kg) z prędkością wylotową 2600 stóp na sekundę (790 m/s). Plany budowy nowej armaty zostały odrzucone (według Iana Hogga – „miłosiernie”, biorąc pod uwagę rozmiar i masę takiej broni) po tym, jak Board of Ordnance wskazał, że armata 17-funtowa strzelająca pociskami APDS (podkalibrowymi, z odrzucanym sabotem) miała większą przebijalność pancerza niż proponowana broń. W marcu 1943 projekt armaty 55-funtowej został odrzucony, a na jego miejsce zaproponowano armatę 30-funtową.
Podobnie jak w przypadku 55-funtowej, także armata 30-funtowa była adaptacją istniejącej już armaty przeciwlotniczej, w jej przypadku armaty 3,7-calowej (94 mm). Według pierwszych specyfikacji z września 1943 armata, lufa armaty miała być gwintowana w stosunku 1/30 (jeden pełny skręt pocisku na odległości 30 kalibrów), co zostało zmienione na 1/25 w styczniu 1944. W tym samym czasie zdecydowano na użycie pocisków 37-funtowych i zatwierdzono dwa modele nowej armaty Ordnance QF 37-pounder EX1 w wersji holowanej i EX2 w wersji czołgowej/samobieżnej. Próby poligonowe w czerwcu 1944 wykazały, że pocisk 37-funtowy nie spełniał pokładanych w nim nadziei i ostatecznie zdecydowano się na użycie pocisku 32-funtowego; w związku ze zmianą armata otrzymała oznaczenie Ordnance QF 32-pounder.
Dla nowej armaty opracowano dwa podobne typy łoża, oba dwukołowe i dwuogonowe. Pierwsze z nich zaprojektowane przez Armanents Design Department używało standardowego mechanizmu oporopowrotnika, z lufą działa z hamulcem wylotowym o skuteczności 75%. Drugie łoże, opracowane przez niejakiego pana Stevensa, używało nowatorskiego systemu oporopowrotnikowego który, według zapewnień wynalazcy, wymagał hamulca wylotowego o skuteczności wynoszącej 40%.
Prace nad nową armatą trwały do zakończenia wojny. We wrześniu 1945 dowództwo Armii zdecydowało, że nowa broń nie wejdzie na wyposażenie wojska, ale pozwolono na dokończenie testów armaty. Strzelania poligonowe zakończono w 1946, armata z łożem Stevensa została przekazana do muzeum, armata w drugiej wersji została złomowana.
Nie zachowały się wszystkie dane z osiągami tej broni. Pod względem masy i wielkości przypominała ona armatę przeciwlotniczą 3,7-calową. Jej podstawowym typem amunicji miał być pocisk APCBC (pełnokalibrowy z czepcem i czepcem balistycznym) o masie 32 funtów i prędkości początkowej 2880 stóp na sekundę (877 m/s). Planowano także produkcję pocisków APDS (podkalibrowy z odrzucanym sabotem) o prędkości wylotowej 4000 stóp na minutę (1220 m/s). Armata używała amunicji półscalonej.
W wersję czołgową armaty został wyposażony prototypowy czołg ciężki Tortoise.
W jedną z armat tego typu został także uzbrojony samolot de Havilland Mosquito.